# Loch Ness (meer)
Loch Ness (Schots-Gaelisch: Loch Nis) is een groot, diep meer in Schotland. Het loch is 36,3 kilometer lang en op het breedste deel 1,6 kilometer breed. De grootste diepte van het meer is 226 meter. Loch Ness ligt in heuvelachtig terrein. Doordat vanaf deze heuvels doorlopend veen en turf in het meer terechtkomt, is het water erg troebel.
Loch Ness is gelegen in het Great Glen (het grote dal), een dal dat ontstaan is omdat het de breuklijn is tussen twee aardplaten (die in tegengestelde richtingen aan elkaar bewegen). Het meer vormt samen met enige andere meren en een in het zuidwesten gelegen sluizenstelsel (Neptune's Staircase) het Caledonisch Kanaal. Het gebied ten noorden van het meer, dat een onderdeel is van de Schotse Hooglanden, was voor de continentverschuiving een deel van het Amerikaanse continent.
Het is na Loch Lomond het grootste meer in Schotland in oppervlakte, maar het grootste in volume: al het water van alle meren in Wales en Engeland zou in Loch Ness passen.

## Monster van Loch Ness
Loch Ness is vooral bekend doordat zich hier volgens de Schotse mythologie een monster ophoudt, het monster van Loch Ness, "Nessie". Er bestaan veel vage en onduidelijke foto's, maar zijn bestaan is nooit aangetoond. De toeristenindustrie rond het meer doet haar uiterste best de legende levend te houden.
Boottochten, restaurants en souvenirwinkeltjes spelen alle in op het heimelijke verlangen van de toerist om een glimp van Nessie op te vangen.

## Plaatsen
| Noord  | - Lochend                                                     | - Lochend                                      |
| Oevers | West                                                          | Oost                                           |
| Oevers | - Abriachan - Drumnadrochit - Urquhart Castle - Invermoriston | - Dores - Inverfarigaig - Foyers - Whitebridge |
| Zuid   | - Fort Augustus                                               | - Fort Augustus                                |

Bij Drumnadrochit is het Loch Ness Exhibition Centre en Urquhart Castle.

## Galerij

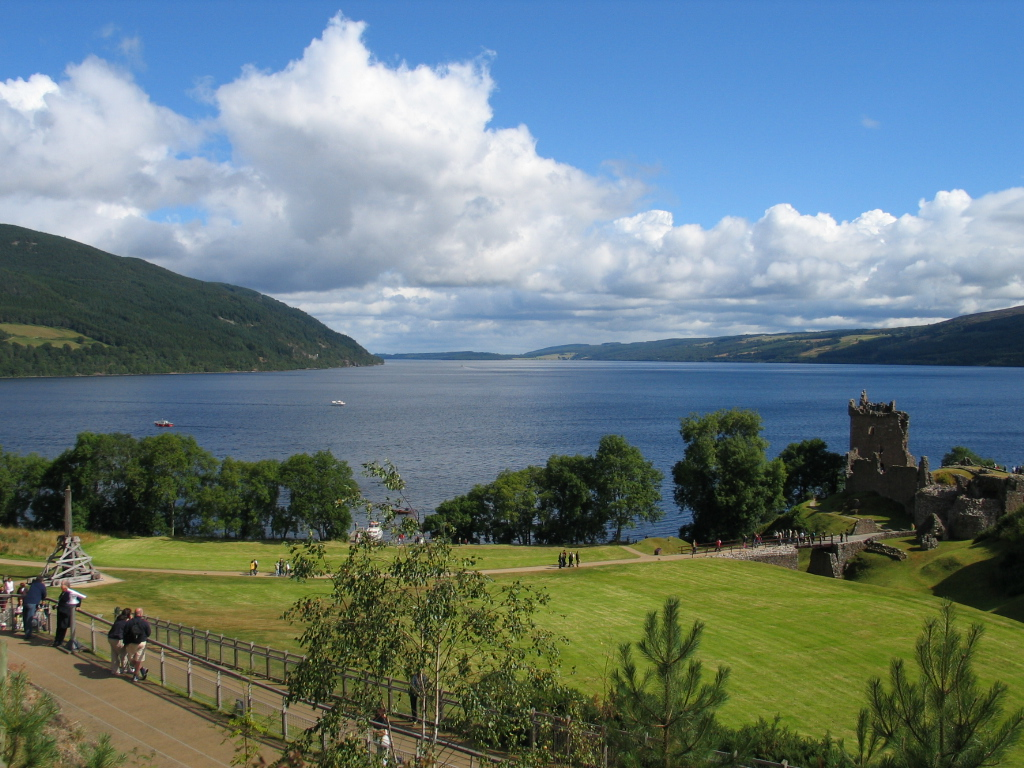
Loch Ness met rechts Urquhart Castle
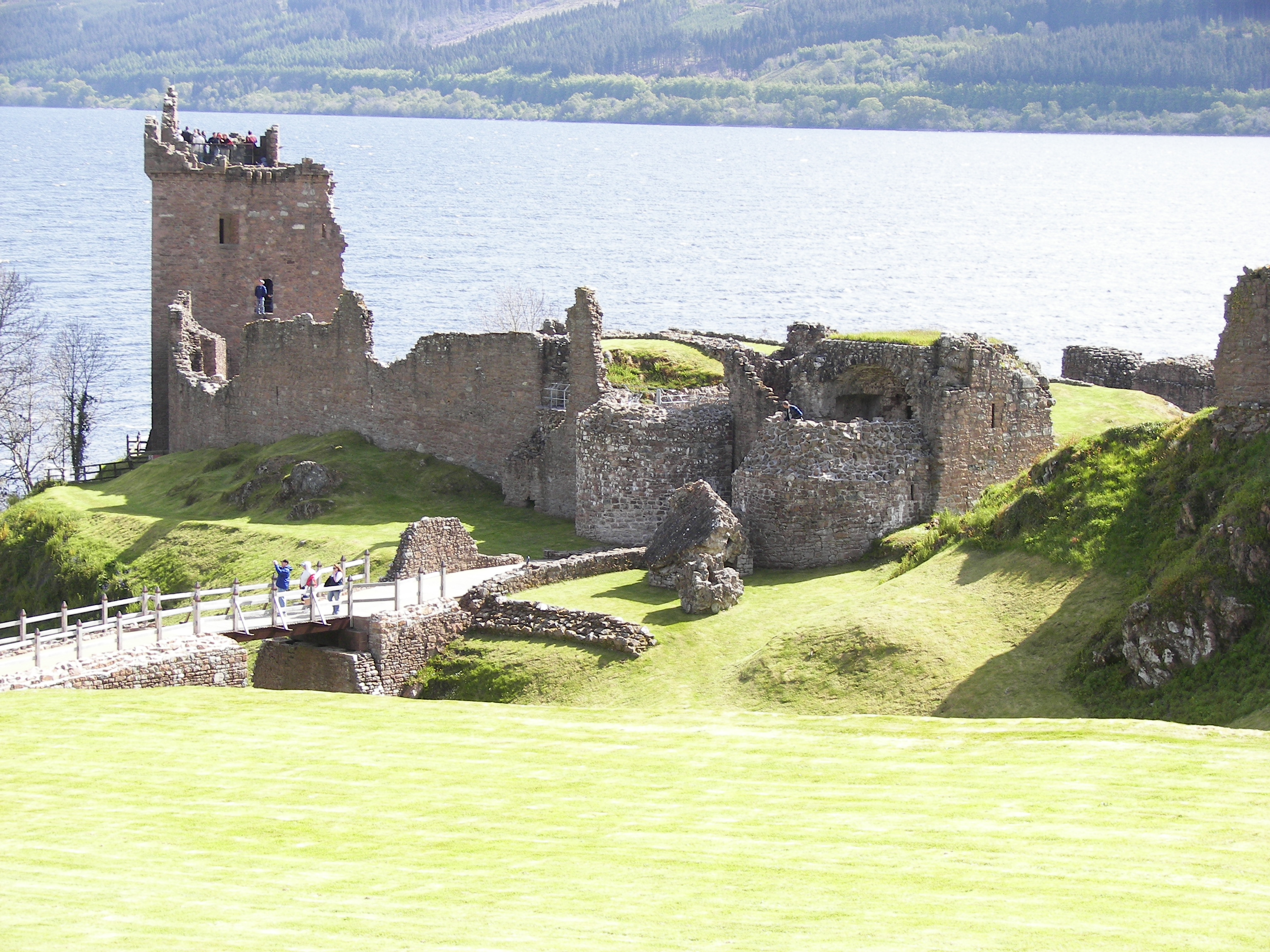
Urquhart Castle
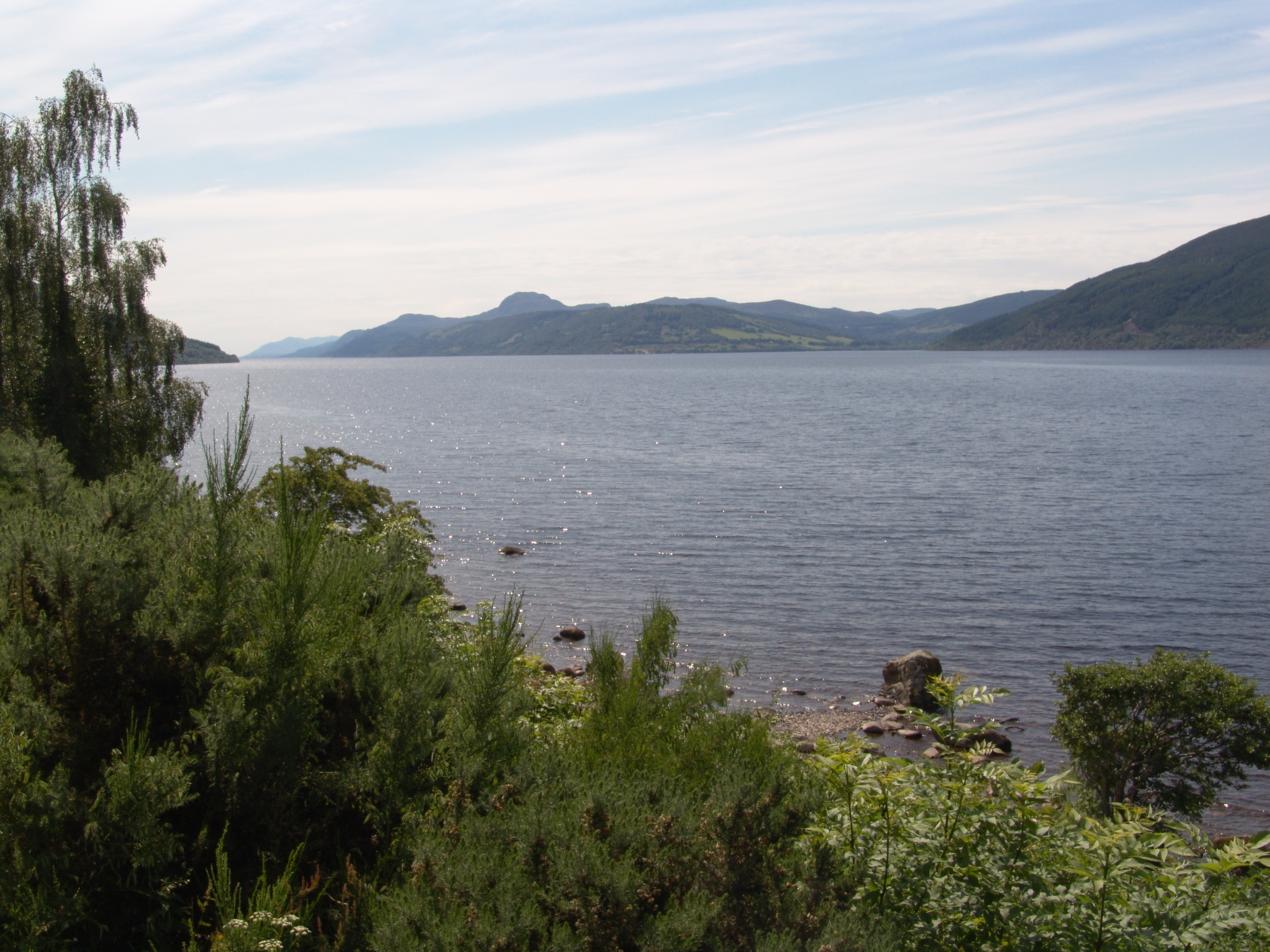
Loch Ness
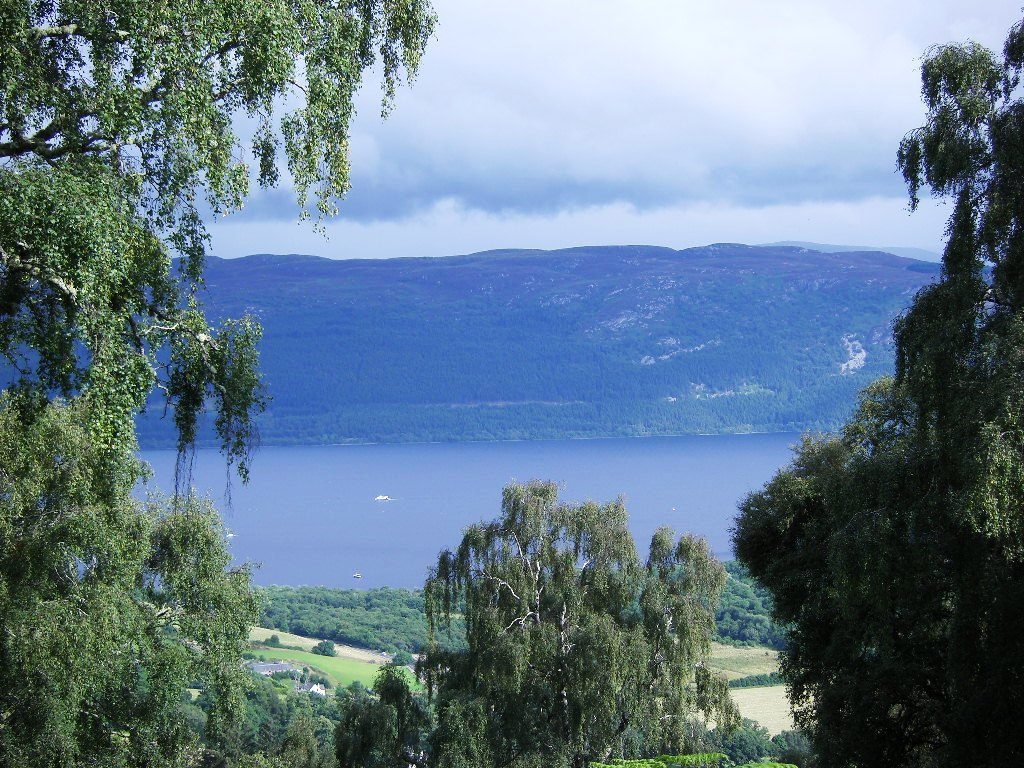
Loch Ness